# Lophodermium caricinum
Lophodermium caricinum är en svampart som först beskrevs av Roberge ex Desm., och fick sitt nu gällande namn av Duby 1862. Lophodermium caricinum ingår i släktet Lophodermium och familjen Rhytismataceae.  Arten är reproducerande i Sverige. Inga underarter finns listade i Catalogue of Life.